# Mick Taylor
Michael Kevin Taylor (Welwyn Garden City, Engeland), 17 januari 1949 is een Engelse gitarist en zanger, vooral bekend als de voormalige gitarist van de Rolling Stones. 

## Biografie

### Begin carrière
In zijn tienerjaren speelde Taylor al in verschillende schoolbandjes, waaronder "The Juniors" (ook wel onder de naam The Strangers).
Een paar jaar later werd een gedeelte van deze groep gerekruteerd voor een nieuwe band, "The Gods", die door Taylor en Ken Hensley (later bekend van Uriah Heep) werd opgericht.
Op 16-jarige leeftijd bezocht Taylor met enkele schoolvrienden een optreden van John Mayall's Bluesbreakers in Welwyn Garden City.
Om onbekende redenen kwam die avond de gitarist van de band, Eric Clapton, niet opdagen. Tijdens de pauze benaderde Taylor daarom John Mayall, die hem toestemming gaf om als invaller op te treden.
Taylor bespeelde tijdens de tweede set Claptons gitaar, die al stond opgesteld op het podium, en hierbij bleek hij over een uitzonderlijk muzikaal talent te beschikken.
Na het vertrek van Peter Green uit John Mayall's Bluesbreakers kreeg Taylor het verzoek zich aan te sluiten bij de band.
Van 1967 tot 1969 werkte hij mee aan vier platen en toerde hij bijna continu in Europa en Amerika.

### Met de Rolling Stones
In mei 1969 werd hij door de Rolling Stones uitgenodigd voor een opnamesessie in Londen, waarna hij het aanbod kreeg om lid te worden van de band. De Stones waren op zoek naar een vervanger voor Brian Jones, die vanwege enkele veroordelingen voor het bezit van drugs niet mee kon op tournee naar Amerika omdat zijn aanvraag voor een visum geweigerd zou worden.
Op 5 juli 1969 maakte Taylor zijn debuut als nieuwe gitarist van The Rolling Stones bij het Hyde Park-concert, dat naar schatting door 250.000 mensen werd bezocht. Het concert was een vooraankondiging van de geplande Amerikaanse tournee en werd opgedragen aan Brian Jones, die twee dagen eerder was omgekomen bij een ongeluk in zijn eigen zwembad.
Van juni 1969 tot december 1974 speelde Taylor bij de Rolling Stones.
Vanwege de artistieke output die de band gedurende deze jaren had (met daarbij opwindende liveconcerten) wordt de periode 1968 tot 1975 tegenwoordig door veel kenners en fans aangeduid als de "golden era" van de Stones. Door het aantrekken van Mick Taylor bij de Rolling Stones veranderde de rol van met name Keith Richards enorm. De invulling van diens gitaarpartijen verschilde erg met die van toen hij nog met Brian Jones speelde. Doordat Jones steeds minder de gitaar oppakte, ging Richards op een andere manier gitaar spelen, met name ten tijde van Beggars Banquet en Let it Bleed. Mick Taylor speelde hier goed op in.
Tijdens het opnemen van de lp It's Only Rock 'n Roll (1974), had Taylor de indruk dat voor de Stones het einde nabij was. Keith Richards kwam bijna niet meer opdagen in de studio en was tijdenlang totaal onbereikbaar. Keith had zich verscholen in het tuinhuisje achter "The Wick" (Ronnie Wood's huis in Richmond), uit angst voor een nieuwe politie-inval. Hij beweerde dat zijn telefoon werd afgetapt en nam die dan ook niet meer op.
De sfeer tussen met name Mick Jagger en Keith Richards was gespannen. Om elkaar te ontlopen brachten de bandleden tussen de opnames zo veel mogelijk tijd in het buitenland door. Taylor had al ruim een jaar uitgekeken naar een nieuwe tour, toen in oktober 1974 tijdens een bijeenkomst in Zwitserland werd besloten dat dit - vanwege de drugsverslaving van Keith Richards - voorlopig uitgesloten was. Afgezien van zijn fragiele conditie waren er problemen met het verkrijgen van de benodigde visa, vanwege eerdere veroordelingen voor drugsbezit. Aangeslagen door dit nieuws, verliet Taylor de bijeenkomst voortijdig. Hij was vooral teleurgesteld omdat de tour hem steeds in het vooruitzicht was gesteld tijdens de studiosessies, die door het onvoorspelbare gedrag van Richards al zeer moeizaam waren verlopen.
Terwijl Richards met zijn persoonlijke problemen kampte, deed Jagger in de studio steeds vaker een beroep op de hulp van Taylor, die daarnaast ook aan het tot stand komen van nieuw materiaal een belangrijke bijdrage had geleverd.
Al eerder waren uit de samenwerking tussen Jagger en Taylor composities ontstaan, zoals bijvoorbeeld verscheidene tracks van de lp Sticky Fingers, waarvoor Taylor eigenlijk een credit als mede-auteur had verdiend. Jagger beloofde dat hij er dit keer op zou toezien dat Taylor officiële credits zou krijgen voor onder andere de nummers "Time Waits For No One" en "Till the Next Goodbye". Toen Taylor echter de platenhoes van It's Only Rock 'n Roll onder ogen kreeg, bleek dat Jagger/Richards opnieuw alle auteursrechten hadden geclaimd, zonder hierbij Taylors naam te vermelden. Circa twee maanden later bezocht hij een feest na afloop van een concert van Eric Clapton, waarbij ook Mick Jagger aanwezig was. Die avond gaf hij aan Mick Jagger te kennen dat hij besloten had de band te verlaten. Het besluit werd mede ingegeven door een steeds ernstiger wordende verslaving van Taylor aan heroine en cocaine.
Deze aankondiging, die op 12 december 1974 bekend werd gemaakt in de internationale pers, kwam als een totale schok voor velen in de muziekwereld. Taylor lichtte zijn besluit toe door te zeggen dat het moment voor hem was aangebroken om zijn horizon te verbreden. Met zijn achtergrond als bluesgitarist en zijn interesse in jazz en andere muziekstijlen zag hij weinig mogelijkheden om zich muzikaal verder te ontwikkelen binnen de Stones, die in de ogen van Taylor het meer voor de hand liggende commerciële pad kozen. Taylor was voorafgaand aan zijn vertrek uit de Stones benaderd door Jack Bruce (ex-Cream) met de vraag of hij interesse had om met hem een band samen te stellen.
Na een auditieproces in 1975 besloten de Stones om Ronnie Wood (voorheen gitarist in The Faces) in te huren voor de volgende tournee. Wood speelde vele jaren als ingehuurde muzikant mee en kreeg pas na bijna 20 jaar de rechten die behoren bij het lidmaatschap van de band.

### Solocarrière
In 1973 werkte Mick Taylor mee aan een live-uitvoering van Tubular Bells van Mike Oldfield (ook Steve Hillage speelde hierop mee).
Eind 1974 ging Taylor in op de uitnodiging van Jack Bruce om samen met hem en Carla Bley een nieuwe band te vormen. De groep toerde in 1975 in Europa (met o.a. een optreden op Pinkpop), maar door verschillende factoren kwam het niet tot het uitbrengen van nieuw studiomateriaal en de band viel na slechts een jaar alweer uit elkaar.
Er zijn slechts enkele opnames van deze line-up beschikbaar, het optreden van 6 juni 1975 voor het BBC programma "Live at the Old Grey Whistle Test" en de cd "Live at the Manchester Free Trade Hall", die pas in 2003 werd uitgebracht.
Taylor besloot zich toe te leggen op een solocarrière, hoewel hij zichzelf eigenlijk nooit als soloartiest had beschouwd.
In 1976 en 1977 werkte Taylor samen met verschillende muzikanten, waaronder Lowell George (Little Feat), John Phillips (The Mamas and the Papas), Pierre Moerlen (Gong) en Alan Merrill (The Arrows). Ook was hij betrokken bij de ontwikkeling van de soundtrack voor de film "The Man Who Fell To Earth" (geregisseerd door Nicholas Roeg) met David Bowie in de hoofdrol.
Daarnaast begon hij met het schrijven van eigen nummers, het rekruteren van muzikanten en het maken van opnames.
In 1978 tekende hij een platencontract met CBS Records in New York.
Zijn soloplaat 'Mick Taylor' kwam uit in 1979. Op dit album neemt hij niet alleen de zangpartijen voor zijn rekening, maar speelt hij ook gitaar, bas en piano.
Hoewel de lp door muziekcritici werd geprezen, werd het geen onmiddellijk commercieel succes (hoogste notering 119 in de Billboard-hitlijst). Misschien dat de tegenvallende verkoopcijfers gedeeltelijk geweten kunnen worden aan het feit dat de plaat uitkwam op het hoogtepunt van de punk- en newwavebeweging die eind jaren 70 was ontstaan.
In 1981 toerde hij met Alvin Lee in de Verenigde Staten; bij deze tournee stond ook Black Sabbath op het programma.
In 1982 ging Taylor mee met de "Reunion Tour" met John Mayall, John McVie (Fleetwood Mac) en Colin Allen, een wereldtournee die uiteindelijk bijna twee jaar duurde.
In 1983 ontmoette in hij in Los Angeles Bob Dylan, die hem uitnodigde om mee te spelen op zijn volgende album. Het volgende jaar ging Taylor ook 'on the road' met Bob Dylan.
In de jaren 80 deed hij verder veel sessiewerk en ging hij regelmatig op tournee in Europa, Amerika en Japan. De muzikanten in zijn band waren o.a. Max Middleton (voorheen van de Jeff Beck Group), Shane Fontayne en Blondie Chaplin (tegenwoordig achtergrondmuzikant bij de Stones).
In 1990 verhuisde hij van New York naar Los Angeles, waarna hij met verschillende artiesten samenwerkte, zoals Carla Olson (The Textones) en Jimmy Woods.
Halverwege de jaren 90 keerde hij terug naar Engeland, waar hij een band vormde en werkte aan materiaal voor een nieuw album. Hij leek zich nooit erg gemakkelijk te voelen in zijn rol als voormalige Rolling Stone totdat hij in 2000 nieuw solowerk uitbracht, de cd A Stone's Throw. Door het spelen in clubs, theaters en het verschijnen op festivals heeft Taylor een groep fans opgebouwd die waardering heeft voor zijn werk. Regelmatig treedt hij op als 'special guest', zoals bij het concert van Chris Jagger, de broer van Mick (Marcq-en-Baroeul, Frankrijk op 21 juni 2003) en samen met Bill Wyman en Chuck Berry (Heineken Music Hall, Amsterdam op 17 maart 2008).
In september 2009 verscheen een artikel in de beruchte Engelse tabloid Daily Mail waarin onder andere werd beweerd dat Taylor in Suffolk woont, niet voldoende inkomsten heeft om zijn rekeningen te betalen en dat hij de Stones wil aanklagen wegens het niet uitbetalen van royalty's sinds 1981. Ook werd verwezen naar een interview terwijl bekend is dat Taylor nooit op vragen van de roddelpers ingaat. Een woordvoerder van Taylor liet vervolgens aan NME weten dat het artikel vooral veel onwaarheden bevatte en dat Taylor in Nederland woonde.
Op 26 september 2015 gaf Taylor tijdens John Mayall's concert in de Groningse Oosterpoort een gastoptreden.

## Discografie

### Met John Mayall's Bluesbreakers
- Crusade (Decca, 1967)
- Diary of a Band Vols 1 & 2 (Decca, 1968)
- Bare Wires (Decca, 1968)
- Blues from Laurel Canyon (Decca, 1969)
- Wake Up Call (Decca, 1993)
- Silver Tones - The Best of John Mayall & The Bluesbreakers (Silvertone Records, 1998)
- Back to the roots (Polydor, 1970)
- Return of the bluesbreakers (Aim, 1997)
- The 1982 reunion concert (One way, 1994)
- 70yh birthday concert (Eagle, 2003)

### Met The Rolling Stones
- Let it Bleed (Decca/Abkco 1969)
- Get Yer Ya-Ya's Out! (registratie van liveconcerten in Madison Square Garden), (Decca/Abkco 1970)
- Sticky Fingers (Rolling Stones Records, 1971)
- Exile on Main Street (Rolling Stones Records, 1972)
- Goat's Head Soup (Rolling Stones Records, 1973)
- It's Only Rock 'n' Roll (Rolling Stones Records, 1974)
- Metamorphosis (Decca/Abkco 1975)
- Made in the Shade (1975) (compilatie van hits 1971-1974)
- Sucking in the Seventies (1981) (compilatie van hits, alternatieve versies en 'outtakes' 1974-1981)
- Tattoo You (Rolling Stones Records, 1981)
- Rewind (1971-1984) (1984) (compilatie van hits 1971-1983)
- Singles Collection: The London Years. (1989) (compilatie van singles 1963-1971)
- Jump Back: The Best of The Rolling Stones (1993) (compilatie van hits 1971-1989)
- Forty Licks (2002) (compilatie 1964-2002)
- Rarities 1971-2003 (2005)
- Sweet Summer Sun - Hyde Park Live (2013)
- Sticky Fingers (Deluxe Edition) (2015)
- From the Vault - The Marquee Club - Live in 1971 (2015)
- Honk (2019)

### Niet-Rolling Stones-werk met leden van de Stones
- Pay, Pack & Follow (John Phillips, 1e officiële uitgave door Eagle Rock Records, 2001)

afkomstig van studiosessies in London 1973-1979, de zogenaamde "Half Stoned"-sessies, geproduceerd door Mick Jagger en Keith Richards
- I've Got My Own Album to Do (Ronnie Wood-soloalbum) (1974)
- Now Look (Ronnie Wood-soloalbum) (July 1975)
- Talk Is Cheap (Keith Richards-soloalbum) (1988)

### Met Jack Bruce
- Live at the Old Grey Whistle Test. Nummers van enkel Whistle Test-shows, opgenomen tussen '75 and '81. Taylor speelt gitaar op zeven nummers (Strange Fruit, 1995)
- Live at the Manchester Free Trade Hall (2 cd's, Polydor, 1993)

### Met Bob Dylan
- Infidels (Columbia, 1983)
- Real Live (Columbia, 1984)
- Empire Burlesque (Columbia, 1985)
- The Bootleg Series, Vol. 1-3 - Rare and Unreleased 1961 - 1991(Columbia 1991)

### Solo
- Mick Taylor (CBS Records, 1979)
- Stranger in this town (Maze Records, 1990)
- A Stone's Throw (Cannonball Records, 2000)

### Prijzen en onderscheidingen
- Opgenomen in de "Rock and Roll Hall of Fame" (met de Rolling Stones, 1989) Hall of Fame
- Taylors handafdrukken zijn onderdeel van Hollywoods RockWalk sinds 6 September, 1998. RockWalk

- Bibliothèque nationale de France: cb13993408k (data)
- Gemeinsame Normdatei: 118835807
- International Standard Name Identifier: 0000 0001 1772 8514
- Library of Congress Control Number: n92017372
- MusicBrainz: c7a99436-6da3-4190-8ce7-9cd44d62fcd4
- Bibliotheek van het Japanse parlement: 01145318
- Nationale Bibliotheek van Tsjechië: js20020304002
- Nationale bibliotheek van Australië: 35733473
- Nationale Bibliotheek van Israël: 987007581662205171
- Nationale Bibliotheek van Polen: a0000001133469
- SNAC: w6cw72s0
- Système universitaire de documentation: 083988270
- Trove: 1062846
- Virtual International Authority File: 56703392